# Industry Giant
Industry Giant é um jogo de computador para Windows, lançado em 1998 pela JoWooD Entertainment.
Em 2002 uma sequência, Industry Giant 2, foi também lançada.